# Eva (gora)
Eva je 2019 metrov visoka gora v Julijskih alpah.
Vrh se nahaja med Prevalskim in Jezerskim Stogom, do njega pa ne vodi nobena urejena pot.